# Algerije op de Paralympische Zomerspelen 2016
Algerije nam in 2016 voor de 7e keer deel aan de Paralympische Zomerspelen. De Algerijnse ploeg bestond uit 60 sporters die in vijf verschillende disciplines uitkwamen. Er werden 16 medailles veroverd.

## Medaillewinnaars
| Sport    | Paralympiër(s)         | Onderdeel            | Medaille |
| -------- | ---------------------- | -------------------- | -------- |
| Atletiek | Abdellatif Baka        | 1500 m T13 (m)       | Goud     |
| Atletiek | Samir Nouioua          | 1500 m T46 (m)       | Goud     |
| Atletiek | Nassima Saifa          | Discuswerpen F57 (v) | Goud     |
| Atletiek | Asmahan Boudjadar      | Kogelstoten F33 (v)  | Goud     |
|          |                        |                      |          |
| Atletiek | Mohamed Berrahal       | 100 m T51 (m)        | Zilver   |
| Atletiek | Lahouari Bahlaz        | Kogelstoten F32 (m)  | Zilver   |
| Atletiek | Kamel Kardjena         | Kogelstoten F33 (m)  | Zilver   |
| Atletiek | Mounia Gasmi           | Kegelwerpen F32 (v)  | Zilver   |
| Atletiek | Nassima Siafi          | Kogelstoten F57 (v)  | Zilver   |
|          |                        |                      |          |
| Atletiek | Mohamed Fouad Hamoumou | 400 m T13 (m)        | Brons    |
| Atletiek | Sofiane Hamdi          | 400 m T37 (m)        | Brons    |
| Atletiek | Madjid Djemai          | 1500 m T37 (m)       | Brons    |
| Atletiek | Nadja Medjmedj         | Speerwerpen F56 (v)  | Brons    |
| Atletiek | Nadja Medjmedj         | Kogelstoten F57 (v)  | Brons    |
| Atletiek | Lynda Hamri            | Verspringen T12 (v)  | Brons    |
| Judo     | Cherine Abdellaoui     | -52 kg (v)           | Brons    |

## Deelnemers

### Atletiek
| Paralympiër            | Onderdeel            | Positie | Prestatie                                            |
| Mannen                 | Mannen               | Mannen  | Mannen                                               |
| ---------------------- | -------------------- | ------- | ---------------------------------------------------- |
| Sofiane Hamdi          | 100 m T37 (m)        | 10      | Serie 1: 5e in 12.08 s                               |
| Mohamed Berrahal       | 100 m T51 (m)        | Zilver  | Finale: 2e in 21.70 s                                |
| Mohamed Fouad Hamoumou | 400 m T13 (m)        | Brons   | Serie 1: 1e in 49.08 s Finale: 3e in 48.04 s         |
| Fouad Baka             | 400 m T13 (m)        | 4       | Serie 2: 3e in 49.04 s Finale: 4e in 49.09 s         |
| Abdellatif Baka        | 400 m T13 (m)        | 8       | Serie 1: 2e in 50.15 s Finale: Niet gestart          |
| Sid Ali Bouzourine     | 400 m T36 (m)        | 7       | Finale: 7e in 1:00.22                                |
| Sofiane Hamdi          | 400 m T37 (m)        | Brons   | Serie 2: 3e in 54.28 s Finale: 3e in 53.01 s         |
| Mohamed Berrahal       | 400 m T51 (m)        | 4       | Finale: 4e in 1:24.06                                |
| Sid Ali Bouzourine     | 800 m T36 (m)        | 4       | Finale: 4e in 2:15.03                                |
| Abdellatif Baka        | 1500 m T13 (m)       | Goud    | Finale: 1e in 3:48.29                                |
| Fouad Baka             | 1500 m T13 (m)       | 4       | Finale: 4e in 3:49.84                                |
| Madjid Djemai          | 1500 m T37 (m)       | Brons   | Finale: 3e in 4:17.28                                |
| Samir Nouioua          | 1500 m T46 (m)       | Goud    | Finale: 1e in 3:59.46                                |
| Lahouari Bahlaz        | Kegelwerpen F32 (m)  | -       | Finale: Niet gestart                                 |
| Mounir Bakiri          | Kegelwerpen F32 (m)  | -       | Finale: Niet gestart                                 |
| Abderrahim Missouni    | Kegelwerpen F32 (m)  | -       | Finale: Niet gestart                                 |
| Firas Bentria          | Verspringen T11      | 9       | Finale: 9e met 5.59 m                                |
| Lahouari Bahlaz        | Kogelstoten F32 (m)  | Zilver  | Finale: 2e met 9.40 m                                |
| Abderrahim Missouni    | Kogelstoten F32 (m)  | 6       | Finale: 6e met 8.17 m                                |
| Karim Betina           | Kogelstoten F32 (m)  | 9       | Finale: 9e met 7.27 m                                |
| Kamel Kardjena         | Kogelstoten F33 (m)  | Zilver  | Finale: 2e met 10.94 m                               |
| Vrouwen                |                      |         |                                                      |
| Lynda Hamri            | 100 m T12 (v)        | 8       | Serie 1: 2e in 13.52 s Halve Finale 1: 4e in 13.80 s |
| Mounia Gasmi           | Kegelwerpen F32 (v)  | Zilver  | Finale: 2e met 25.41 m                               |
| Nassima Saifa          | Discuswerpen F57 (v) | Goud    | Finale: 1e met 33.33 m                               |
| Safia Djelal           | Discuswerpen F57 (v) | 4       | Finale: 4e met 27.34 m                               |
| Louadjeda Benoumessad  | Speerwerpen F34 (v)  | 5       | Finale: 5e met 16.96 m                               |
| Nadja Medjmedj         | Speerwerpen F56 (v)  | Brons   | Finale: 3e met 20.24 m                               |
| Lynda Hamri            | Verspringen T12 (v)  | Brons   | Finale: 3e met 5.53 m                                |
| Mounia Gasmi           | Kogelstoten F32 (v)  | 4       | Finale: 4e met 3.99 m                                |
| Asmahan Boudjadar      | Kogelstoten F33 (v)  | Goud    | Finale: 1e met 5.72 m                                |
| Nassima Siafi          | Kogelstoten F57 (v)  | Zilver  | Finale: 2e met 10.77 m                               |
| Nadja Medjmedj         | Kogelstoten F57 (v)  | Brons   | Finale: 3e met 9.72 m                                |
| Safia Djelal           | Kogelstoten F57 (v)  | -       | Finale: Geen geldige poging                          |

### Goalbal

#### Mannen

##### Eindstand
| Pos. | Land      | GW | W | G | V | DV | DT | +/− | Ptn. |
| ---- | --------- | -- | - | - | - | -- | -- | --- | ---- |
| 1.   | Brazilië  | 4  | 4 | 0 | 0 | 42 | 15 | +27 | 12   |
| 2.   | Zweden    | 4  | 3 | 0 | 1 | 33 | 23 | +10 | 9    |
| 3.   | Duitsland | 4  | 1 | 0 | 3 | 24 | 26 | -2  | 3    |
| 4.   | Canada    | 4  | 1 | 0 | 3 | 26 | 39 | -13 | 3    |
| 5.   | Algerije  | 4  | 1 | 0 | 3 | 25 | 47 | -22 | 3    |

##### Resultaten
| Land     | Score   | Land      |
| -------- | ------- | --------- |
| Algerije | 0 - 10  | Duitsland |
| Zweden   | 12 - 6  | Algerije  |
| Brazilië | 12 - 2  | Algerije  |
| Algerije | 17 - 13 | Canada    |

#### Vrouwen

##### Eindstand
| Pos. | Land             | GW | W | G | V | DV | DT | +/− | Ptn. |
| ---- | ---------------- | -- | - | - | - | -- | -- | --- | ---- |
| 1.   | Brazilië         | 4  | 3 | 0 | 1 | 25 | 7  | +18 | 9    |
| 2.   | Verenigde Staten | 4  | 3 | 0 | 1 | 25 | 13 | +12 | 9    |
| 3.   | Japan            | 4  | 2 | 1 | 1 | 13 | 8  | +5  | 7    |
| 4.   | Israël           | 4  | 1 | 1 | 2 | 16 | 15 | +1  | 4    |
| 5.   | Algerije         | 4  | 0 | 0 | 4 | 1  | 37 | -36 | 0    |

##### Resultaten
| Land             | Score            | Land     |
| ---------------- | ---------------- | -------- |
| Japan            | 7 - 1            | Algerije |
| Algerije         | 0 - 10           | Brazilië |
| Israël           | forfeit (10 - 0) | Algerije |
| Verenigde Staten | forfeit (10 - 0) | Algerije |

### Judo
| Paralympiër        | Onderdeel  | Eindranking | Resultaten |
| ------------------ | ---------- | ----------- | --- |
| Mouloud Noura      | -60 kg (m) | 9           | kwartfinale: V van ROM Florin Alexandru Bologa door straffen herkansing, kwartfinale: V van KOR Min Jae Lee met 010 - 000                                                      |
| Mehdi Meskine      | -73 kg (m) | 7           | 1/8e finale: W van ESP Alvaro Gavilan Lorenzo door straffen kwartfinale: V van UZB Feruz Sayidov met 111-000 Herkansing, halve finale: V van JPN Aramitsu Kitazono met 100-000 |
| Cherine Abdellaoui | -52 kg (v) | Brons       | kwartfinale: W van CAN Priscilla Gagne door straffen Halve finale: V van FRA Sandrine Martinet met 100-000 Bronzen finale: W van BRA Michele Aparecida Ferreira met 001-000    |

### Bankdrukken
| Paralympiër     | Onderdeel  | Resultaat           |
| --------------- | ---------- | ------------------- |
| Hocine Bettir   | -65 kg (m) | Geen geldige poging |
| Samira Guerioua | -45 kg (v) | 85.0 kg             |

### Rolstoelbasketbal

#### Mannen

##### Einduitslag groep B
| Pos. | Land             | GW | W | V | DV  | DT  | +/−  | Ptn. |
| ---- | ---------------- | -- | - | - | --- | --- | ---- | ---- |
| 1.   | Verenigde Staten | 5  | 5 | 0 | 402 | 206 | +196 | 10   |
| 2.   | Groot-Brittannië | 5  | 4 | 1 | 364 | 263 | +101 | 9    |
| 3.   | Duitsland        | 5  | 2 | 3 | 337 | 314 | +23  | 7    |
| 4.   | Brazilië         | 5  | 2 | 3 | 309 | 314 | -5   | 7    |
| 5.   | Iran             | 5  | 2 | 3 | 295 | 361 | -66  | 7    |
| 6.   | Algerije         | 5  | 0 | 5 | 187 | 436 | -249 | 5    |

##### Resultaten
| Ronde                      | Datum             | Land             | Score | Land             |
| -------------------------- | ----------------- | ---------------- | ----- | ---------------- |
| Groepsfase                 | 8 september 2016  | Groot-Brittannië | 93-31 | Algerije         |
| Groepsfase                 | 9 september 2016  | Algerije         | 43-82 | Brazilië         |
| Groepsfase                 | 10 september 2016 | Duitsland        | 97-41 | Algerije         |
| Groepsfase                 | 11 september 2016 | Algerije         | 24-92 | Verenigde Staten |
| Groepsfase                 | 12 september 2016 | Iran             | 72-48 | Algerije         |
|                            |                   |                  |       |                  |
| Play-off voor plaats 11/12 | 14 september 2016 | Canada           | 70-51 | Algerije         |

#### Vrouwen

##### Einduitslag groep B
| Pos. | Land             | GW | W | V | DV  | DT  | +/−  | Ptn. |
| ---- | ---------------- | -- | - | - | --- | --- | ---- | ---- |
| 1.   | Verenigde Staten | 4  | 4 | 0 | 288 | 138 | +150 | 8    |
| 2.   | Nederland        | 4  | 3 | 1 | 300 | 148 | +152 | 7    |
| 3.   | China            | 4  | 2 | 2 | 212 | 187 | +25  | 6    |
| 4.   | Frankrijk        | 4  | 1 | 3 | 178 | 266 | -88  | 5    |
| 5.   | Algerije         | 4  | 0 | 4 | 93  | 332 | -239 | 4    |

##### Resultaten
| Ronde                     | Datum             | Land             | Score  | Land       |
| ------------------------- | ----------------- | ---------------- | ------ | ---------- |
| Groepsfase                | 8 september 2016  | Algerije         | 16-88  | China      |
| Groepsfase                | 9 september 2016  | Nederland        | 107-29 | Algerije   |
| Groepsfase                | 11 september 2016 | Algerije         | 33-72  | Frankrijk  |
| Groepsfase                | 12 september 2016 | Verenigde Staten | 65-15  | Algerije   |
|                           |                   |                  |        |            |
| Play-off voor plaats 9/10 | 13 september 2016 | Algerije         | 38-53  | Argentinië |